# Ивинские
Ивинские — русский дворянский род, происходивший предположительно из Речи Посполитой и владевший в Рязанской губернии имением Ерлино.
По семейному преданию, родоначальник Ивинских приехал в Россию во время правления Ивана Грозного «из королевства Полького, княжества Литовского, повету Лицкого, что близ Городни». В начале XVIII века — мелкие дворяне Юрьев-Польского уезда.
Матвей Михайлович Ивинский (1718/24—1762), лейб-кампании вице-сержант, отличился во время дворцового переворота 1741 года, 25.11.1746 был пожалован в сержанты, Высочайше подтверждён в потомственном дворянском достоинстве Российской Империи 31.12.1741. Его отец Михаил Фёдорович (ум. 1731) служил стряпчим Кормового дворца.

## Описание герба
Польские роды Ивинских (пол. Iwiński) — гербов Лодзя, а также Гржимала и Ястршембец. Герб русских дворян описывается в Общем гербовнике следующим образом:

На две части вдоль раздёленный щит, у которого правая часть показывает в чёрном поле золотое стропило, с наложенными на нём тремя горящими гранатами натурального цвету между тремя серебряными звездами, яко общий знак особливой Нам и всей Империи Нашей с помощью Всевышнего на родительский Наш наследный престол вступлении верно оказанной знатной службы и военной храбрости Нашей Лейбкомпании, а левая содержит в красном поле золотую лодию, яко старинный родовой герб
фамилии Ивенских, которым званием оные Ивинские в Польском королевстве именовались, с стоящими над нею павлиньими перьями натурального цвета, такую ж золотую лодию в середине содержащими, и при помянутом гербе Ивенских в украшении шлема употребляемыми.

Над щитом открытый стальной дворянский шлем, который украшает наложенная на него обыкновенная Лейбкомпании гренадёрская шапка с красными и белыми страусовыми перьями и с двумя по обеим сторонам распростёртыми орлиными крылами чёрного цвету на которых повторены три серебряные звезды. По сторонам щита опущен шлемовной намет красного и чёрного цветов, подложенной с правой стороны серебром, а с левой золотом, с приложенною внизу щита надписью: «ЗА ВЕРНОСТЬ И РЕВНОСТЬ».